# Мюнгстенский мост
Мюнгстенский мост (нем. Müngstener Brücke) — стальной арочный мост через ущелье реки Вуппер на 4 километра восточнее железнодорожного вокзала города Золинген (Германия, федеральная земля Северный Рейн — Вестфалия). По мосту проходит участок железнодорожного сообщения Вупперталь — Золинген, на котором организован региональный маршрут RB47 (Der Müngstener) и пригородный поезд S7 Золинген — Вупперталь.

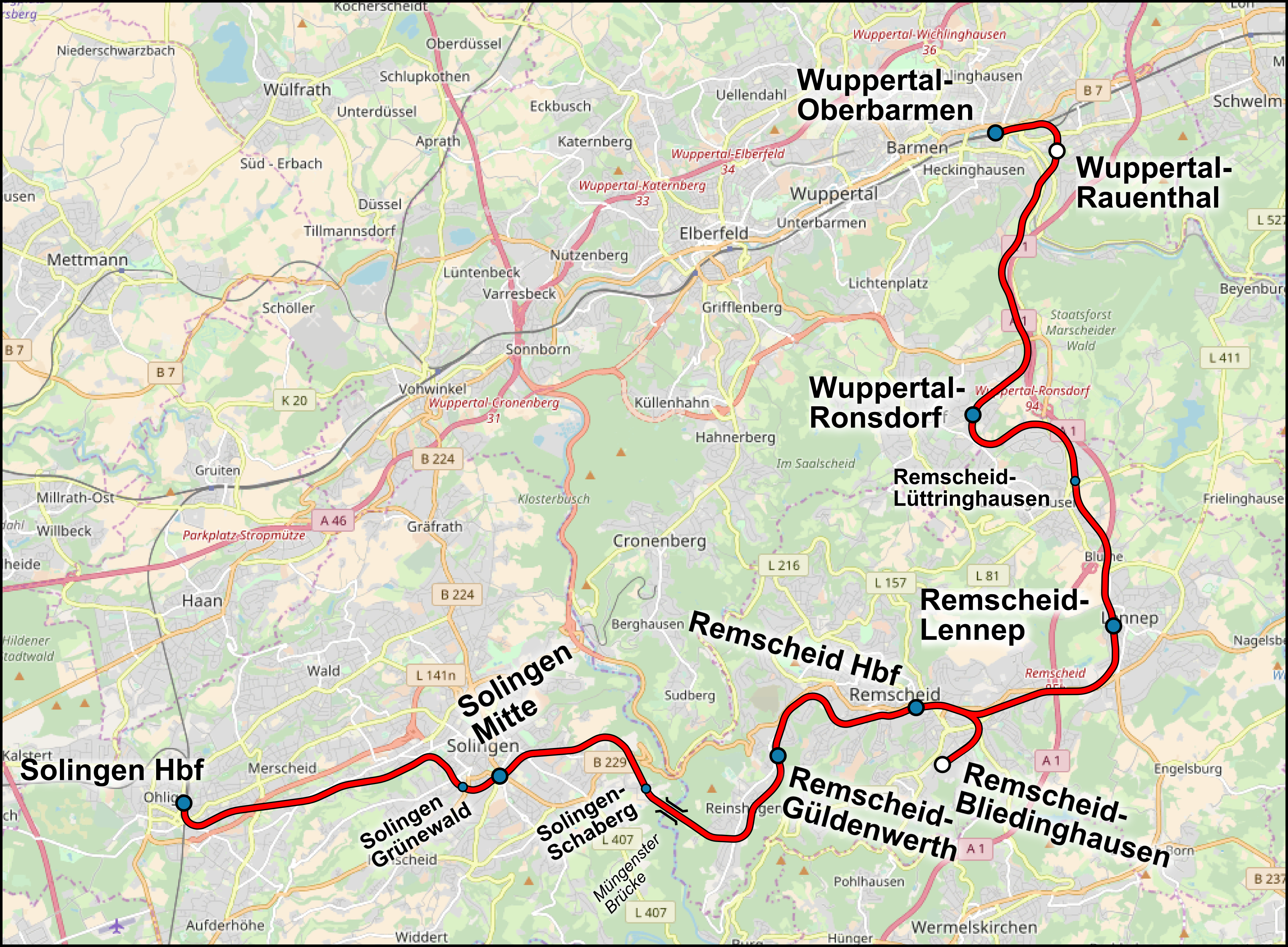
Схема железнодорожного участка Вупперталь — Золинген

## История

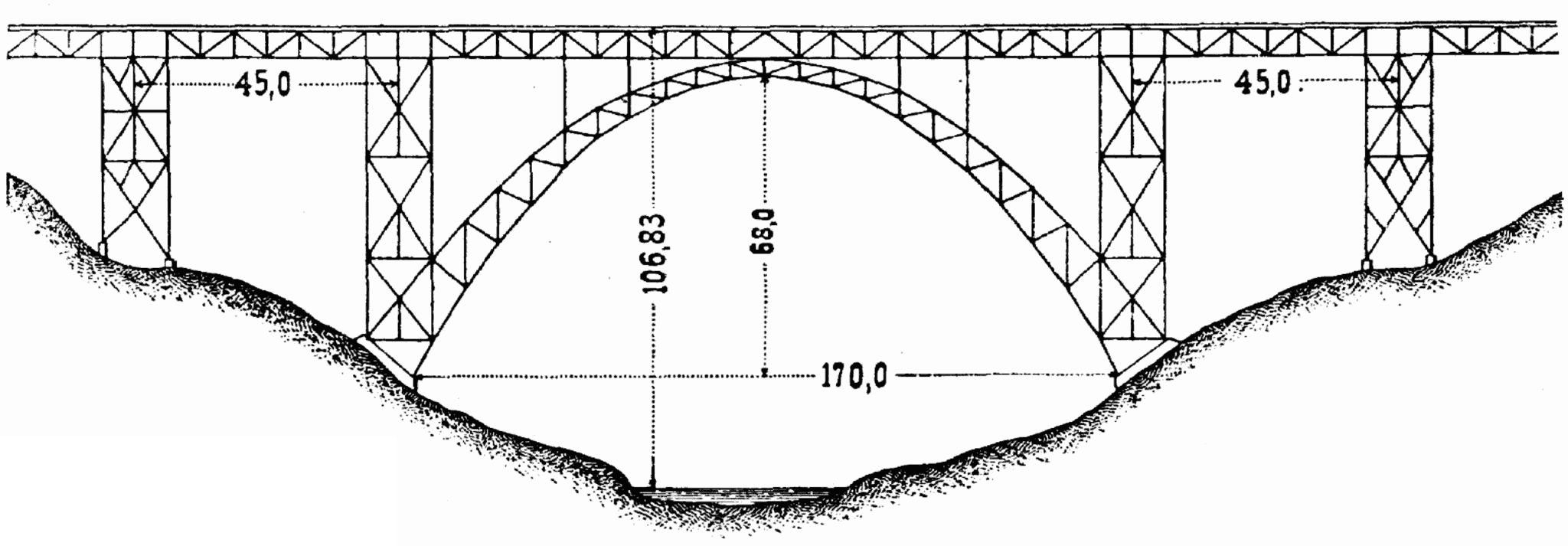
Схематический чертёж моста

К концу XIX века назрела необходимость строительства моста через ущелье реки Вуппер между Ремшайдом и Золингеном. Расстояние между городами составляло всего 8 км, поездам же приходилось совершать объезд, преодолевая путь длиной 42 км. Первые проекты арочного моста были выполнены в 1889 году. В качестве прототипа инженерной конструкции был выбран виадук Гараби — железнодорожный мост во Франции в 1885 году по проекту и под руководством Гюстава Эйфеля. Изначально планировалось, что по мосту будет проложена только одна железнодорожная колея, однако, тогдашняя дирекция железной дороги Эльберфельда (на тот момент отдельный город, а с 1929 года район города Вупперталь) ожидала настолько высокой интенсивности движения между Ремшайдом и Золингеном, что проект был пересмотрен в сторону увеличения числа колей до двух. В 1890 году прусский ландтаг утвердил строительную смету в размере 5 млн марок.
Этап подготовительных работ строительства начался в 1893 году. Для обустройства мест установки будущих опор были проведены взрывные работы, на что пошло 1 400 кг динамита и 1 600 кг чёрного пороха. 26 февраля 1894 года было начато непосредственное сооружение моста. Строительные работы выполняла компания Maschinenfabrik Augsburg-Nürnberg AG под руководством инженера Антона фон Риппеля. Строительство моста велось способом сборки без подмостей (нем.), когда каждая уже сооруженная часть моста служила краном для сооружения следующего участка. Сооружения велось одновременно с обеих сторон. Для подвоза строительных материалов изначально были проложены железнодорожные пути как со стороны Ремшайда, так и со стороны Золингена. Стыковка двух стальных конструкций была осуществлена 21 марта 1897 года.

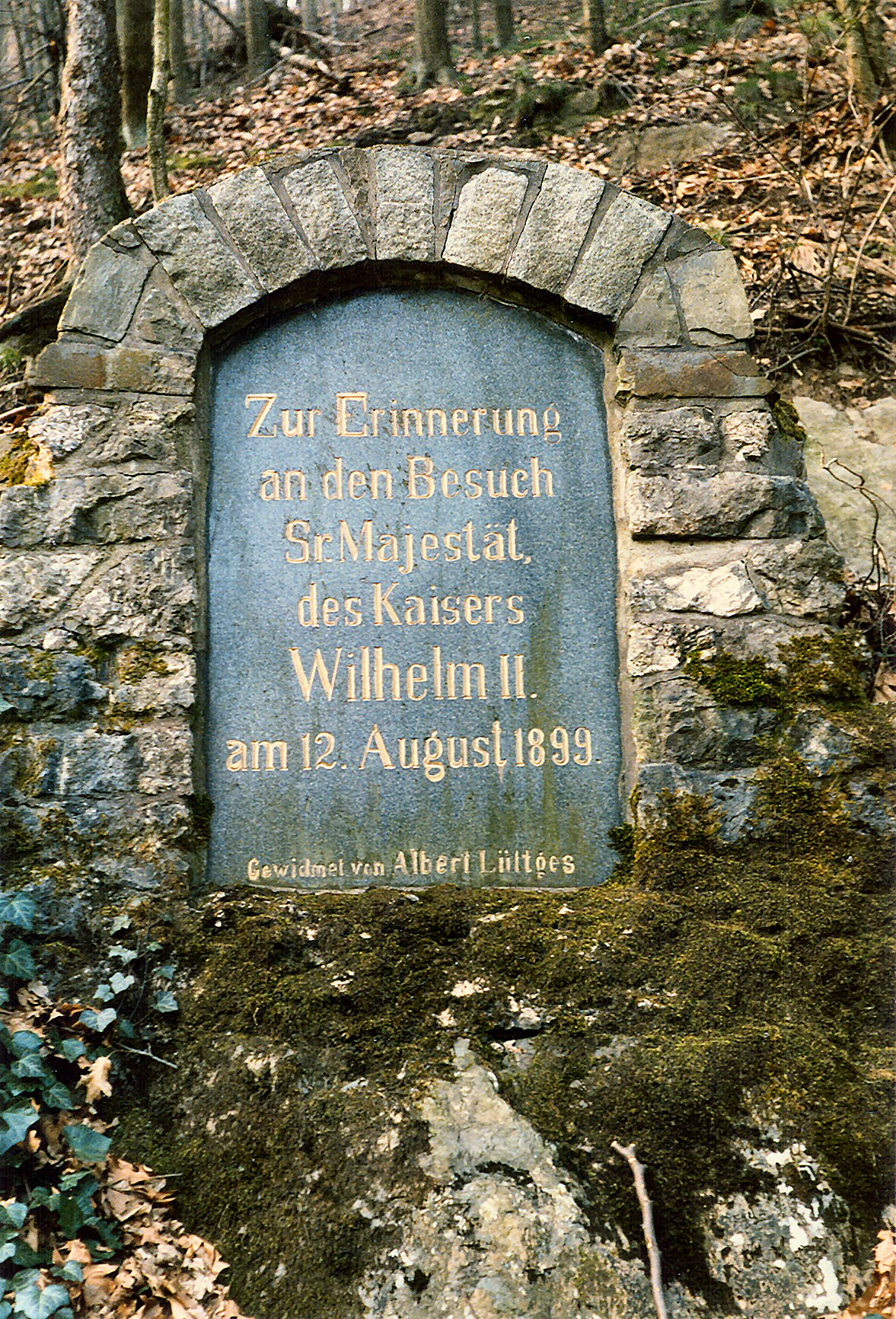
Памятная доска о посещении моста императором Вильгельмом II

Официальное торжественное открытие моста происходило 15 июля 1897 года. Ожидалось, что в церемонии открытия примет участие император Вильгельм II, однако, император прислал своего личного представителя принца Фридриха Леопольда. Сам император посетил мост лишь через 2 года — 12 августа 1899 года, о чём напоминает памятная доска под мостом.
Изначально мост получил имя в честь императора Вильгельма I, но после Ноябрьской революции 1918 года мост был переименован по названию, располагавшегося поблизости ныне не существующего посёлка Мюнгстен.
Общая длина стальной конструкции составляет 465 м. Высота над уровнем реки Вуппер — 107 м (и по сей день мост Müngstener является наивысшим железнодорожным мостом в Германии). В целом на строительство моста ушло 5 000 тонн стального профиля, на соединение которых пошло 950 000 заклепок.

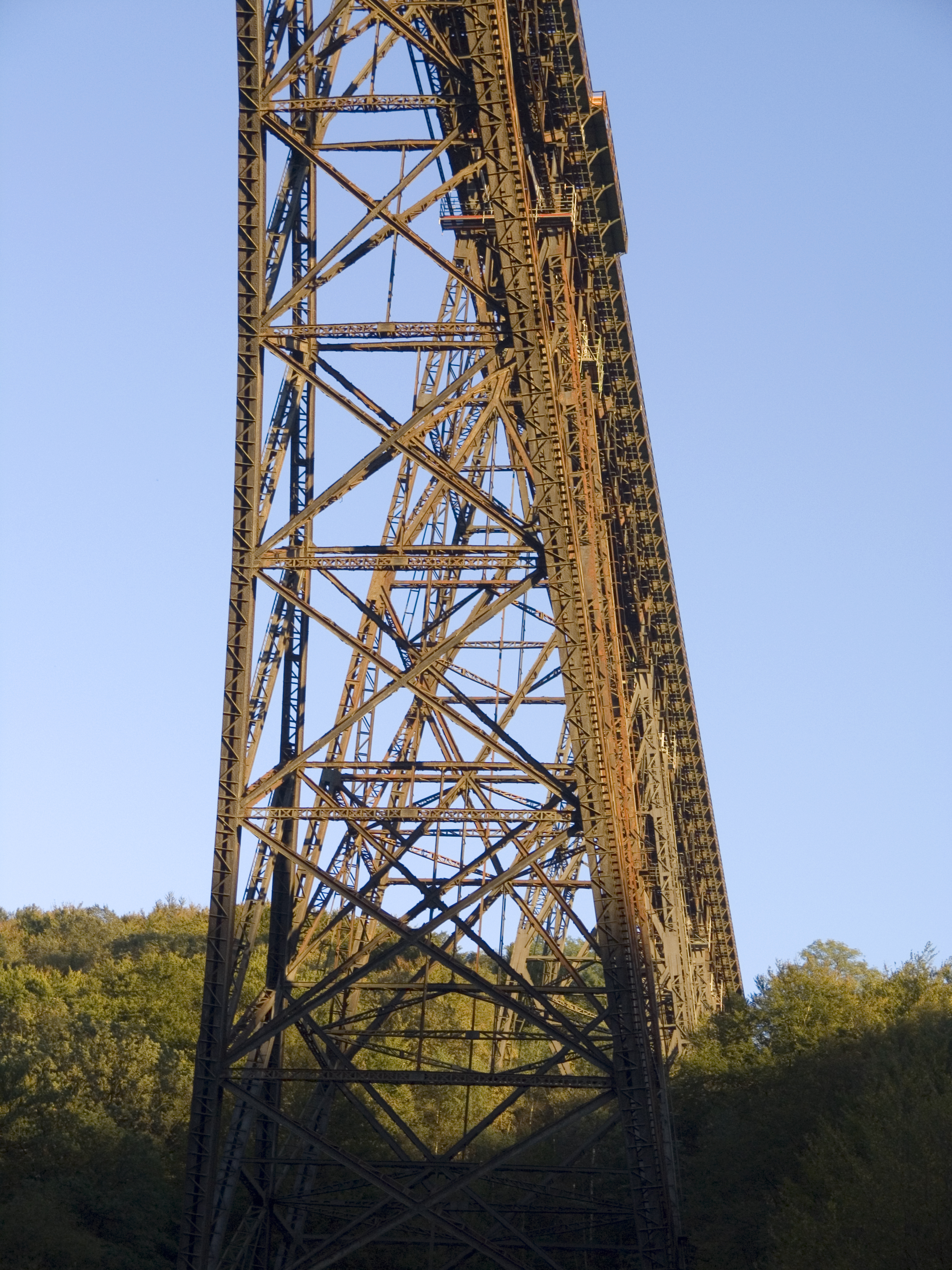
Стальные конструкции моста

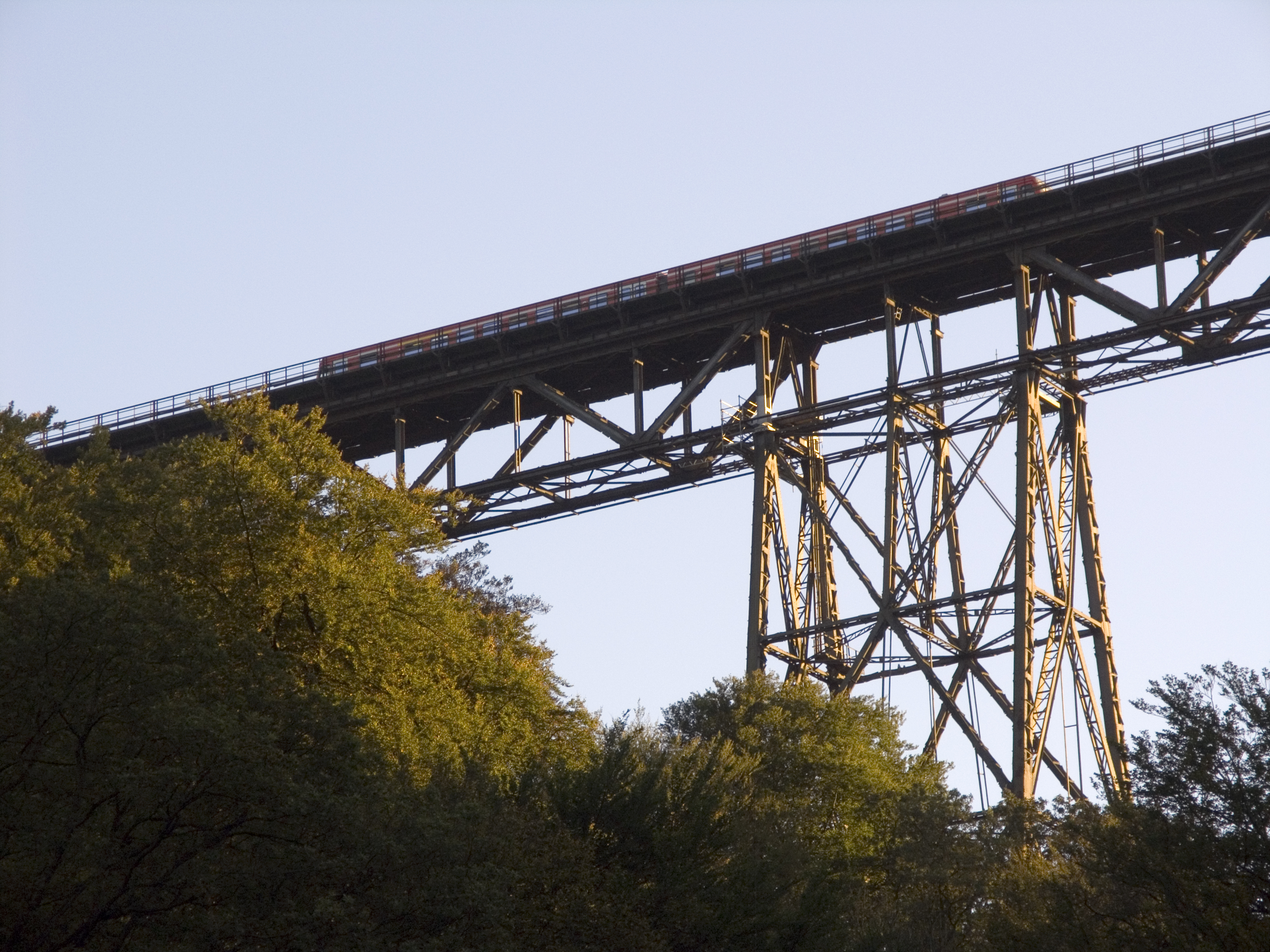
Поезд RB47 на мосту

## Мост сегодня
Несмотря на то, что Немецкие железные дороги ежегодно на содержание моста выделяли 400 000 евро, в связи с усталостью конструкций моста федеральное железнодорожное ведомство в апреле 2010 года приняло решение об ограничении скорости движения по мосту до 10 км/ч. Также ограничен подвижный состав, имеющий разрешение на движение по мосту. Ещё ранее был введен запрет на движение по мосту товарных составов. Также федеральное железнодорожное ведомство потребовало до 1 октября 2010 года выполнить утверждённый перечень ремонтных работ, в противном случае любое движение по мосту будет запрещено.

27-29 сентября были проведены испытания моста на прочность. По результатам испытаний 19 ноября 2010 года федеральное железнодорожное ведомство предписало временную консервацию моста.

31 января 2011 года Немецкие железные дороги объявили, что в течение 5 последующих лет мост Müngstener будет полностью реконструирован, на что будет выделено 30 млн евро. Эта реконструкция должна обеспечить бесперебойное пассажирское сообщение на протяжении 25-30 лет.

## Мостовой парк

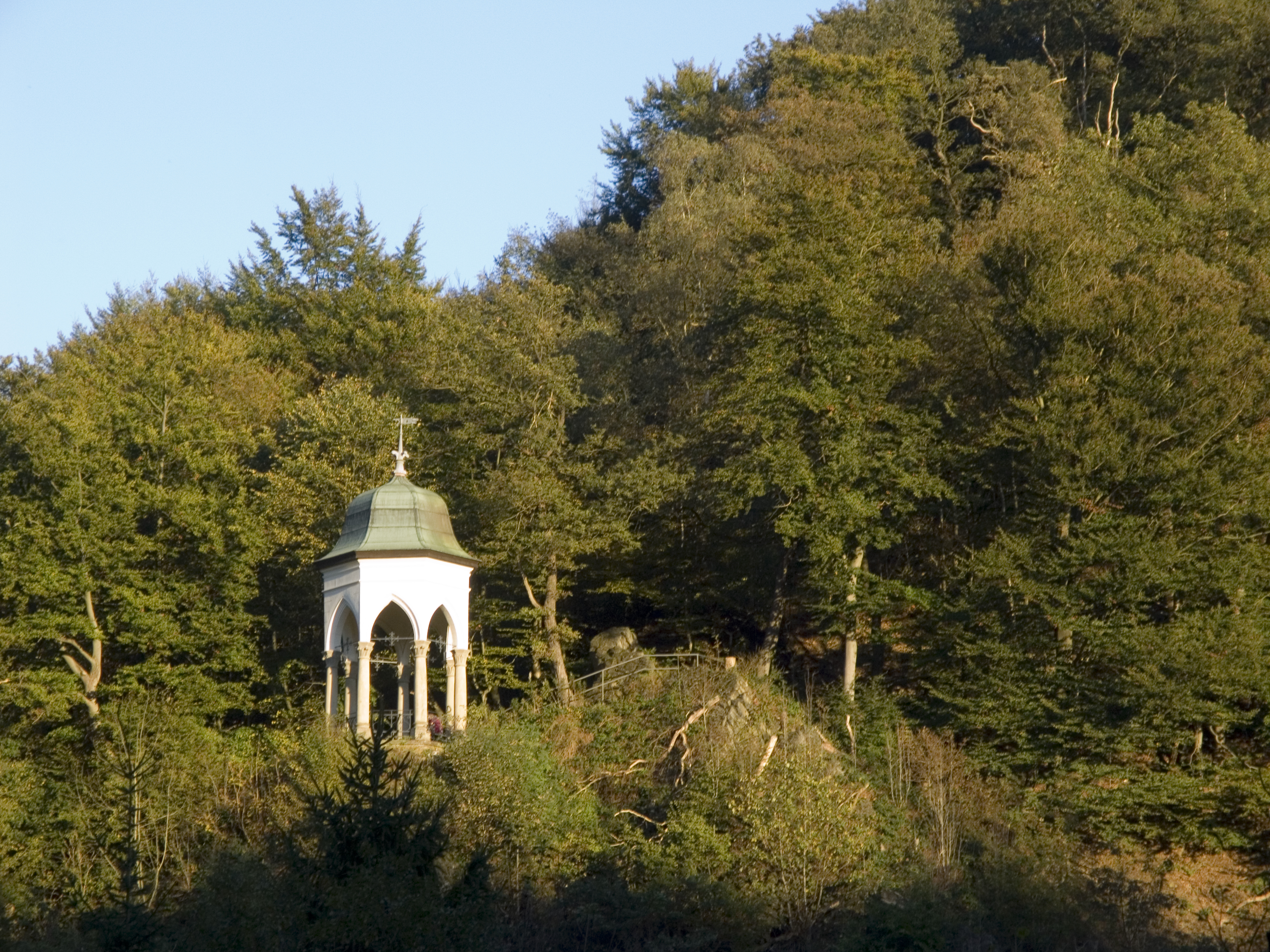
Беседка в мостовом парке

В 2006 году на склонах ущелья реки Вуппер вокруг моста был разбит ландшафтный парк, получивший название «Мостовой парк Müngstener» (de:Müngstener Brückenpark). Для возможности передвижения посетителей парка с одного берега реки Вуппер на другой в парке оборудован подвесной паром.
Ежегодно в парке проводится праздник моста Müngstener. В этот день посетители парка могут проехать по мосту на локомотиве с паровой тягой. Также популярностью у туристов пользуется беседка на склоне ущелья, построенная в 1901 году. От беседки начинается туристическая тропа, ведущая к замку Бург.